# Cyathostemma micranthum
Cyathostemma micranthum là loài thực vật có hoa thuộc họ Na. Loài này được (A.DC.) J.Sinclair mô tả khoa học đầu tiên năm 1955.